# Stacja Małogoszcz

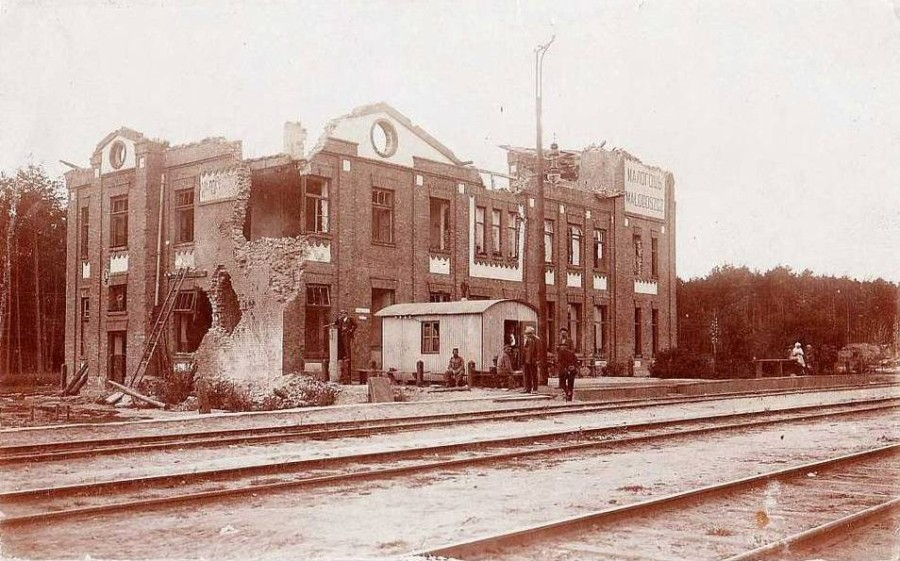
Stan po ostrzale artyleryjskim w czasie I wojny światowej.

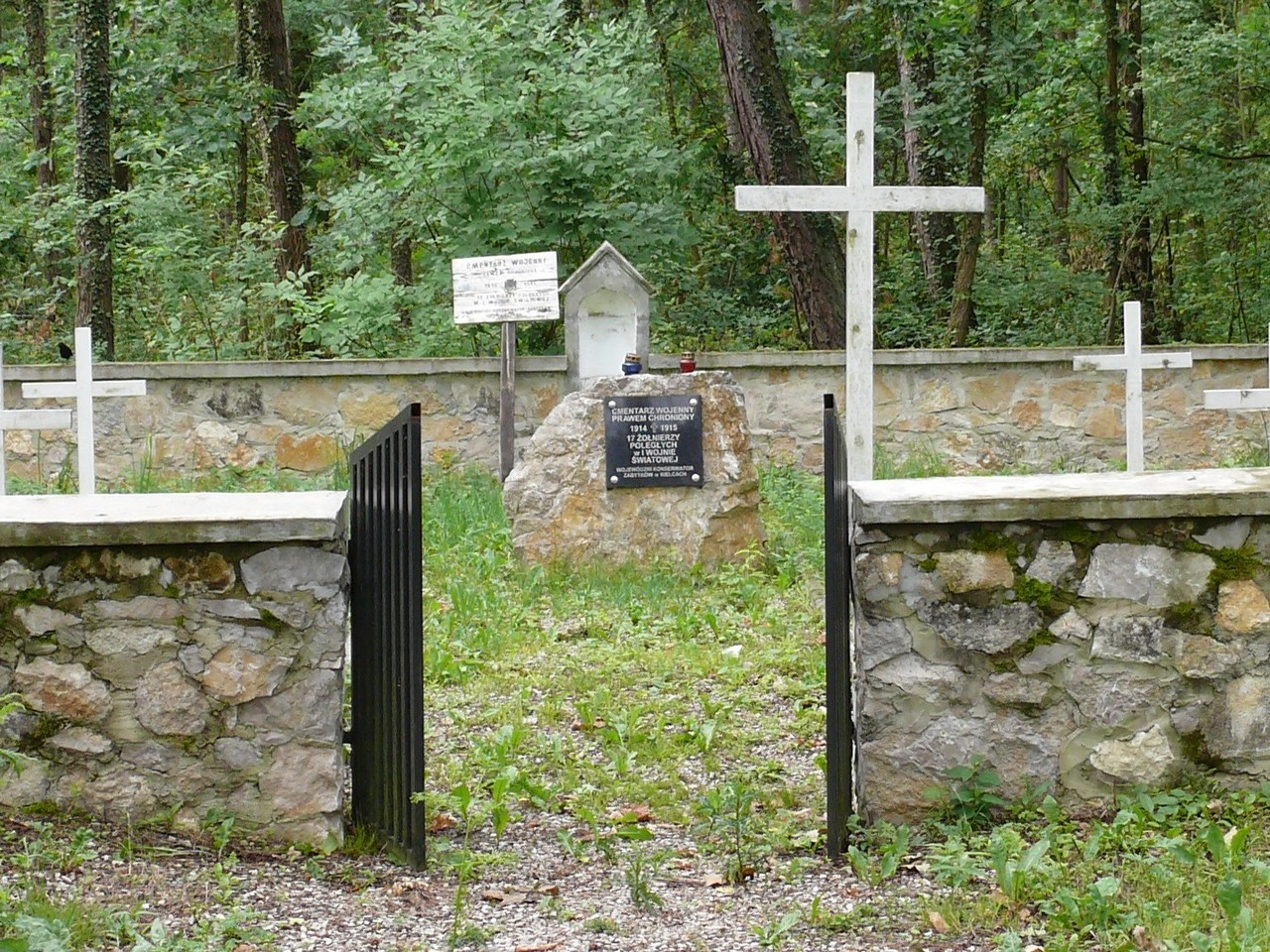
Cmentarz Wojenny nr 2. Odbudowany w 2003 r.

Stacja Małogoszcz – osada wsi Zakrucze w Polsce, położona w województwie świętokrzyskim, w powiecie jędrzejowskim, w gminie Małogoszcz. Leży na skrzyżowaniu linii kolejowej nr 61, oraz drogi wojewódzkiej 728, nieopodal stacji kolejowej Małogoszcz. Oddalona jest o ok. 5 km. od centrum Małogoszcza.
W latach 1975–1998 osada należała administracyjnie do województwa kieleckiego.

## Historia
Linia kolejowa, przy której znajduje się stacja, została zbudowana w 1911 roku. Łączyła ona Częstochowę z Kielcami za pomocą jednego toru. Usytuowanie stacji w oddaleniu od miasta spowodowane było względami strategicznymi i własnościowymi w ówczesnym Królestwie Kongresowym.
Na przełomie lat 1915-1916 został wzniesiony przez okupujących te tereny Austriaków dwupiętrowy, murowany dworzec kolejowy, używany dziś jako blok mieszkalny. Dopiero w latach 1954-1955 zainstalowano drugi tor, co przyczyniło się do znacznego zwiększenia ruchu. Na przełomie lat 1960-1970 wybudowano dwie bocznice kolejowe do pobliskich zakładów przemysłowych, pierwsza została doprowadzona pod koniec lat 60. do Zakładów Wapienniczych „Bukowa” (obecnie „Lhoist”), a druga w latach 1972-1973 do cementowni „Małogoszcz” (obecnie „Lafarge”). W latach 1974–1975 zelektryfikowano linię biegnącą przez stację, na odcinku Kielce – Koniecpol.

### Pozostałości z okresu I wojny światowej
W niedalekim sąsiedztwie osiedla znajdują się zachowane resztki okopów oraz trzy cmentarze wojenne, na których spoczywa łącznie 74 żołnierzy armii niemieckiej i austriackiej, poległych w grudniu 1914 roku. Dwa mniejsze cmentarze są położone w bliskim sąsiedztwie osiedla; na cmentarzu nr 1, który został wyremontowany w 2005 roku, spoczywa 12 żołnierzy armii niemieckiej; na cmentarzu nr 2 spoczywa 17 żołnierzy armii niemieckiej i austriackiej, został on odbudowany w 2003 roku. Natomiast największy cmentarz nr 3, znajduje się po przeciwnej stronie linii kolejowej w stosunku do osiedla i pozostałych cmentarzy, pochowano na nim 45 żołnierzy armii niemieckiej i austriackiej, został oczyszczony z zarośli, lecz nadal pozostaje niewyremontowany.